# 田中寅蔵
田中 寅蔵（たなか とらぞう、天保12年（1841年） - 慶応3年4月15日（1867年5月18日））は、新選組隊士（撃剣師範）。田中寅三ともいう。
加賀国で生まれる。元治元年（1864年）10月頃に新選組に入隊。剣の腕前が高く、隊内では撃剣師範となった。
伊東甲子太郎の御陵衛士に加わろうとするが拒絶される。本満寺に隠れるが見つかり、慶応3年（1867年）4月15日、切腹となった。享年27。墓は光縁寺にある。

## 辞世の句
- 四方山の 花咲き乱る 時なれば 萩も咲くさく 武蔵野までも

この句は、長州藩（萩）を支持し、武蔵国出身の近藤・土方らを批判した句と言われている。田中の辞世之句は他にも数点、残っていることが確認されている。